# 胡云翼
胡云翼（1906年—1965年），字南翔，原名耀华，湖南桂东人，中国现代词学家。
1924年，毕业于湖北国立武昌师范大学中文系。1925年1月，與劉大等人在武昌市組織「藝林社」。先后任教于湖南长沙岳云中学、南华女中、湖南省一中、江苏无锡中学、镇江师范、暨南大学等学校。后来供职于上海中华书局和商务印书馆。抗日战争时期，曾在沪、杭一带从事革命工作，曾任战地政工总队副总队长、绍兴县地下县长、浙西分团教育长等职务。抗战胜利后，曾任嘉兴县县长。中华人民共和国成立后，先任教上海市南洋模范中学，后任教上海师范学院中文系，直至1965年去世。

## 著作
胡云翼在大学时就出版《中国文学概论》（上海启智书局），于《晨报》七周年纪念周刊上发表《北宋四大词人评传》（柳永、欧阳修、苏轼、秦观），在《晨报副携》上发表过《李清照评传》（1925年8月）《词人辛弃疾评》（1925年8月24日）《文学欣赏引论》（上海商务印书馆）和《词人辛弃疾》（上海商务印书馆）等多部著作。1926年出版了《宋词研究》（上海中华书局）《李清照评传》（上海新华出版社）《艺林社文学论》（上海亚细亚书店出版）等论著，以及《西洽桥畔》等文学作品。1928年由上海世界书局出版了《词学人新传》，并编选成《抒情词选》（上海文力出版社）《女性词选》等。
1929年出版《词学ABC》。1932年，他出版了《新著中国文学史》（北新书局印行），其中第四、第五、第六编多论词学。1933年编选《清代词选》《宋名家词选》《女性词选》《李后主词》《李清照词》《辛弃疾词》（为其1933年主编的《词学小丛书》之一部分），同时，他还出版了《中国词史略》（1933年6月上海大陆书局）《中国词史大纲》（1933年9月上海北新书局）。1934年，他又出版了《词学概论》（为世界书局所编印《中国文学讲座》之一部分）、《词学》（上海教育书店）《中国文史大纲》（上海教育书店）《中国古代作品选》等。中国成立后，他还编选了《唐宋词一百首》（上海中华书局编辑所，1961年）《宋词选》（上海中华书局编辑所，1962年）。
除了词学著述外，胡氏还出版过《唐代的战争文学》（商务印书馆，1927年，为“国学小丛书”之一）《唐诗研究》（1930年，商务印书馆，为“国学小丛书”之一）《宋诗研究》《文学作法》《文章作法》等。